# Jacobin

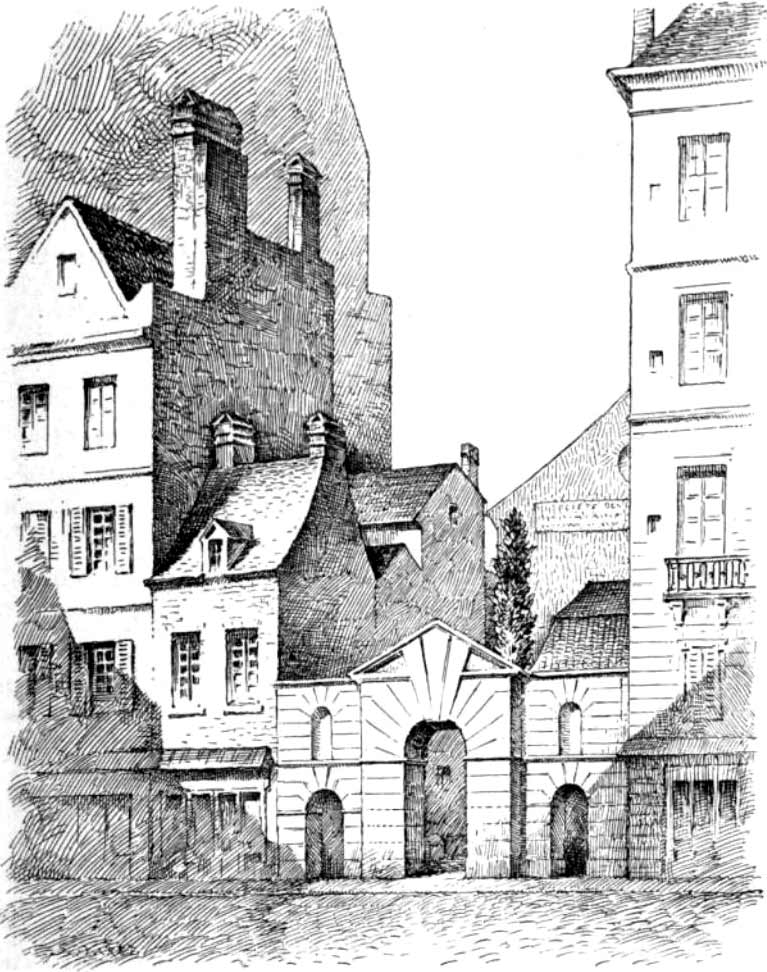
Cửa vào Câu lạc bộ Jacobin trên đường Saint-Honoré, Paris.

Phái Jacobin (phiên âm: Gia-cô-banh), tên chính thức là Hiệp hôi những người bạn của Hiến Pháp (tiếng Pháp: Société des amis de la Constitution), sau năm 1792 đặt lại tên thành Hiệp hội Jacobins, Những người bạn của Tự do và Bác ái (tiếng Pháp: Société des Jacobins, amis de la liberté et de l'égalité) là câu lạc bộ chính trị nổi tiếng và có ảnh hưởng nhất trong tiến trình Cách mạng Pháp,, được đặt tên như vậy bởi tu viện dòng Dominic nơi họ gặp gỡ, thời đó nằm ở Đường St. Jacques (tiếng Latin: Jacobus), Paris. Câu lạc bộ bắt nguồn từ Câu lạc bộ Benthorn, lập ở Versailles với một nhóm nghị viên vùng Brittany và những người dân chủ cách mạng tham gia vào Hội nghị Quốc dân 1789. Vai trò của câu lạc bộ lên đến đỉnh cao trong những năm 1792-1794, khi Maximilien de Robespierrevà những người đồng chí của ông, được gọi là phái Jacobin, nắm quyền kiểm soát Quốc Ước và điều hành chính phủ. Các chí nhánh được lập ra khắp nước và số thành viên lên tới 420,000. Sau Chính biến Thermidor, chính quyền Jacobin sụp đổ và câu lạc bộ bị đóng của. Ban đầu có tính ôn hòa, câu lạc bộ trở lên khét tiếng vì sự chấp chính của nó  trong Thời kì Khủng bố. Ngày nay, thuật ngữ Jacobin và Chủ nghĩa Jacobin được sử dụng như những từ mang nghĩa đả kích dành cho các phái chính trị cánh tả, cấp tiến, cách mạng. Tránh nhầm lẫn nó với Chủ nghĩa Jacobite.